# Aly Attyé
Aly Attyé (29 de enero de 1964) es un deportista senegalés que compitió en judo. Ganó una medalla de bronce en los Juegos Panafricanos de 1999 en la categoría de –60 kg.

## Palmarés internacional
| Juegos Panafricanos | Juegos Panafricanos       | Juegos Panafricanos | Juegos Panafricanos |
| Año                 | Lugar                     | Medalla             | Categoría           |
| ------------------- | ------------------------- | ------------------- | ------------------- |
| 1999                | Johannesburgo (Sudáfrica) | Medalla de bronce   | –60 kg              |